# Волово (Болгария)
Воло́во (болг. Волово) — село в Болгарии. Находится в Русенской области, входит в общину Борово. Население составляет 168 человек.

## Политическая ситуация
Так как население села менее 250 человек,— село Волово не имеет своего кмета и управляется кметским наместником назначаемым кметом общины.
Кмет (мэр) общины Борово — Иван Георгиев Попов (партия Граждане за европейское развитие Болгарии (ГЕРБ)) по результатам выборов.